# 9月26日 (旧暦)
旧暦9月26日は旧暦9月の26日目である。六曜は仏滅である。

## できごと
- 永禄11年（ユリウス暦1568年10月16日） - 織田信長が足利義昭を奉じて入京

## 忌日
- 寛弘2年（ユリウス暦1005年10月31日） - 安倍晴明、陰陽師（* 921年[1]）
- 貞享2年（グレゴリオ暦1685年10月23日） - 山鹿素行、儒学者（* 1622年）